# NGC 223
NGC 223 est une galaxie spirale située dans la constellation de la Baleine. Elle a été découverte par l'astronome américain George Phillips Bond en 1863. Elle a aussi été observée par Heinrich d'Arrest et par Arthur Auwers en 1862, puis par Lewis Swift en 1886. Cette dernière observation a été incluse dans l'Index Catalogue sous la cote IC 44.

## Caractéristiques
Sa vitesse par rapport au fond diffus cosmologique est de 5 018 ± 24 km/s, ce qui correspond à une distance de Hubble de 74,0 ± 5,2 Mpc (∼241 millions d'al).
À ce jour, une mesure non basée sur le décalage vers le rouge (redshift) donne une distance d'environ 97,700 Mpc (∼319 millions d'al). Cette valeur est à l'extérieur des valeurs de la distance de Hubble.
Selon la base de données Simbad, NGC 223 est une galaxie LINER, c'est-à-dire une galaxie dont le noyau présente un spectre d'émission caractérisé par de larges raies d'atomes faiblement ionisés.

## Morphologie
La base de données NASA/IPAC et Wolfgang Steinicke classent cette galaxie comme une lenticulaire, mais l'image provenant de l'étude SDSS montre clairement la présence de bras spiraux. La classification indiquée par le professeur Seligman semble plus exacte.